# Plac Strzegomski we Wrocławiu
Plac Strzegomski we Wrocławiu znajduje się na Szczepinie, części Przedmieścia Mikołajskiego. Plac, którego założenie planowano już w połowie XIX wieku (wytyczono w roku 1856 , nazwano 1870  jako Striegauer Platz ) leży na skrzyżowaniu ulic Legnickiej, Poznańskiej, Smoleckiej, Braniborskiej oraz Strzegomskiej, tj. na węźle spinającym dwie trasy z centrum miasta na północny zachód, w stronę Legnicy i Berlina (Legnicka i Braniborska) z trasą na zachód w stronę Strzegomia (Strzegomska) i na północ (Poznańska).

## Historia
Do roku 1945 ważnym obiektem stojącym przy placu Strzegomskim był ewangelicki kościół św. Pawła , wybudowany w latach 1911–1913 na terenie dawnego cmentarza (założonego w 1852) . W latach 1941–1942 przy zachodniej pierzei placu wzniesiono 5-piętrowy schron przeciwlotniczy dla ludności cywilnej (projekt – Richard Konwiarz). W czasie oblężenia Festung Breslau w 1945 roku cała zabudowa (w tym kościół), z wyjątkiem schronu, legła w gruzach.
W schronie tym mieści się obecnie Muzeum Współczesne Wrocław. Na placu Strzegomskim stoi także pomnik Pociąg do nieba odsłonięty w październiku 2010 roku.

## Komunikacja
Placem Strzegomskim kursują linie tramwajowe:
- 3 Leśnica – Księże Małe
- 10 Leśnica – Biskupin
- 12 Kozanów (Dokerska) – Sępolno
- 13 Nowy Dwór (P+R) – Stadion Olimpijski
- 21 Tarczyński Arena (Królewiecka) – Gaj
- 22 Pilczyce – Tarnogaj

oraz linie autobusowe:
- 132 Oporów – Kromera
- 142 Jarnołtów – Paprotna
- 243 Leśnica – Księże Wielkie (nocny)[6]
- 253 Leśnica – Sępolno (nocny)[7]

## Galeria

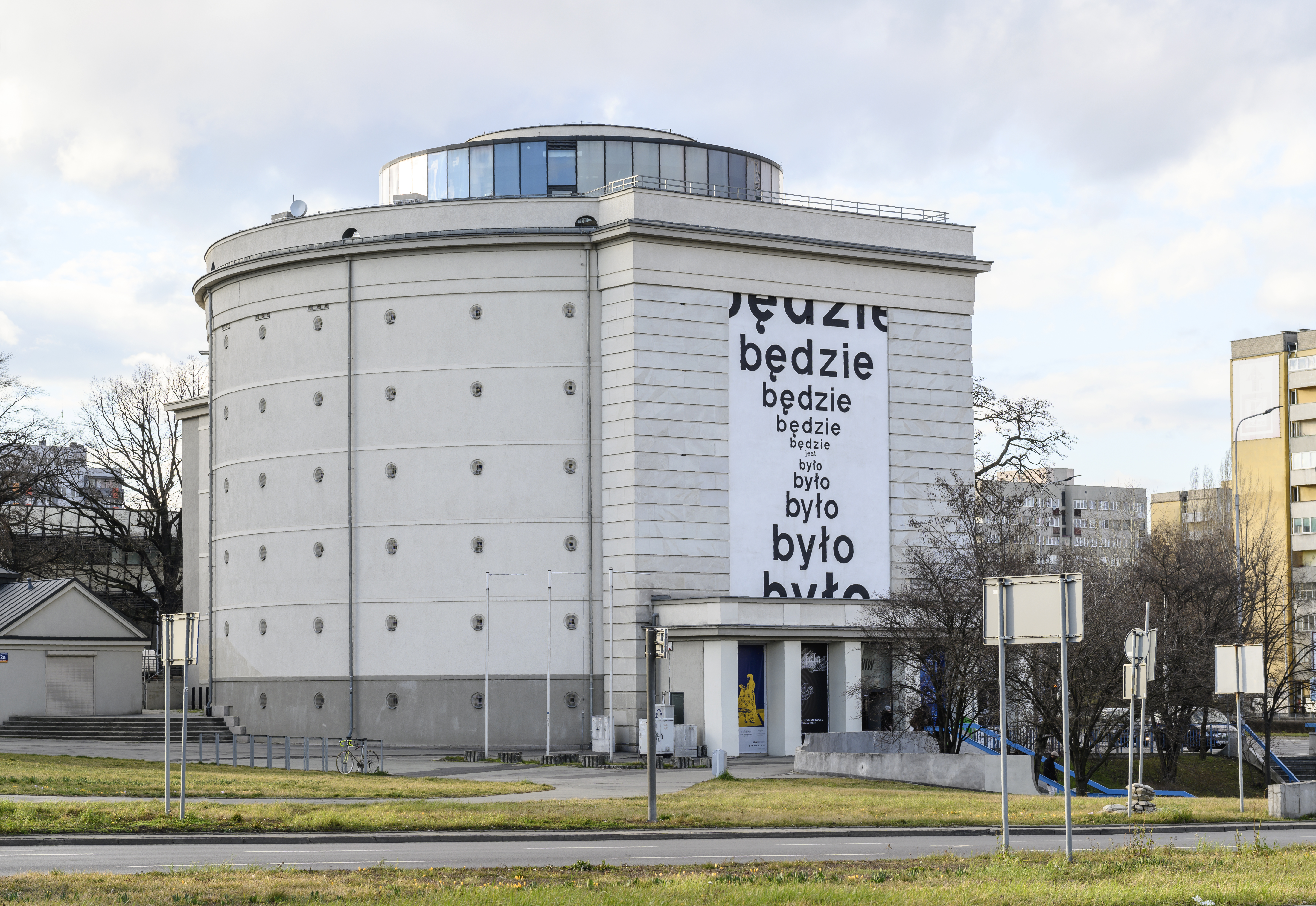
Bunkier przy placu Strzegomskim po remoncie. Obecnie mieści się w nim Muzeum Współczesne Wrocław.
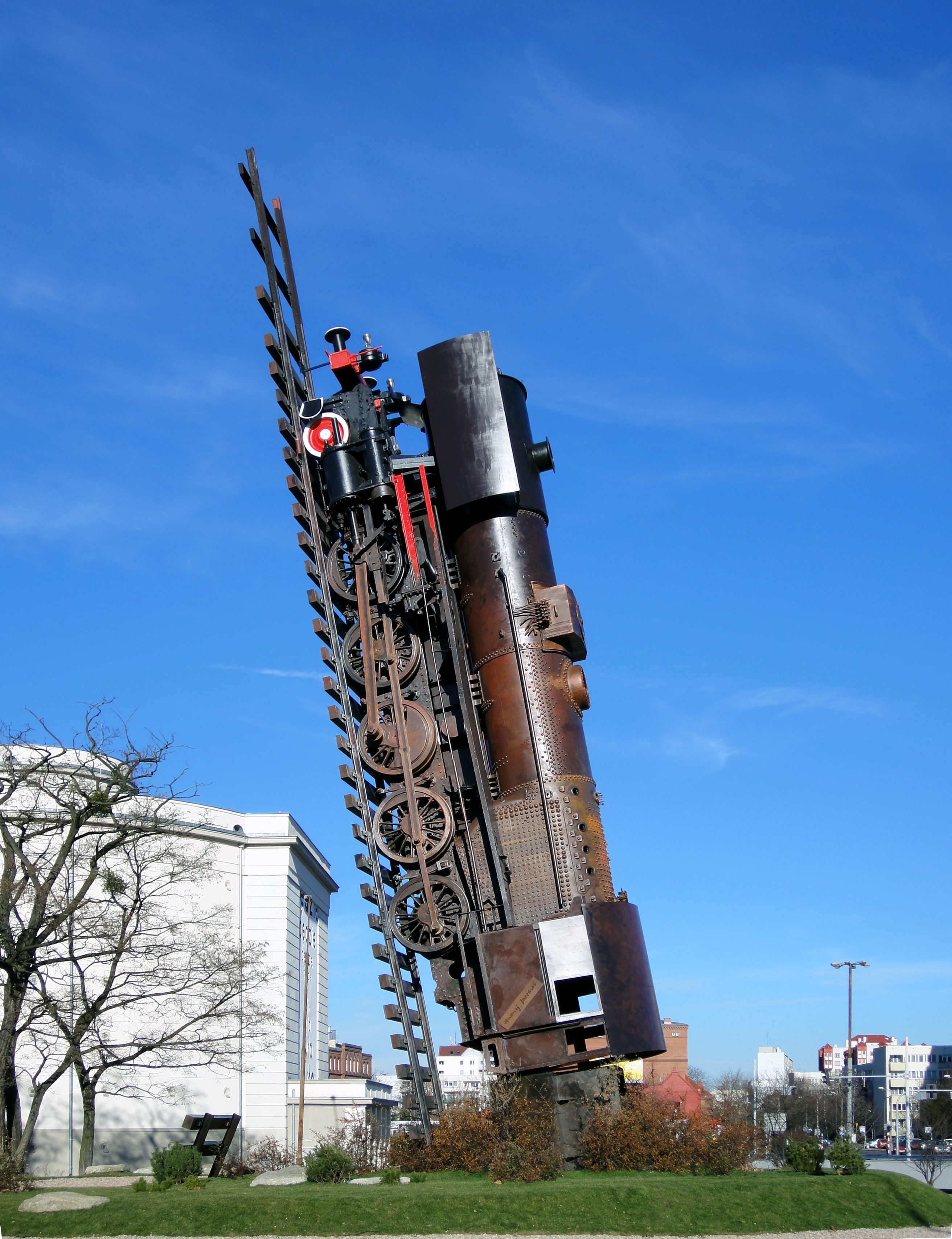
Instalacja Pociąg do nieba proj. Andrzeja Jarodzkiego.
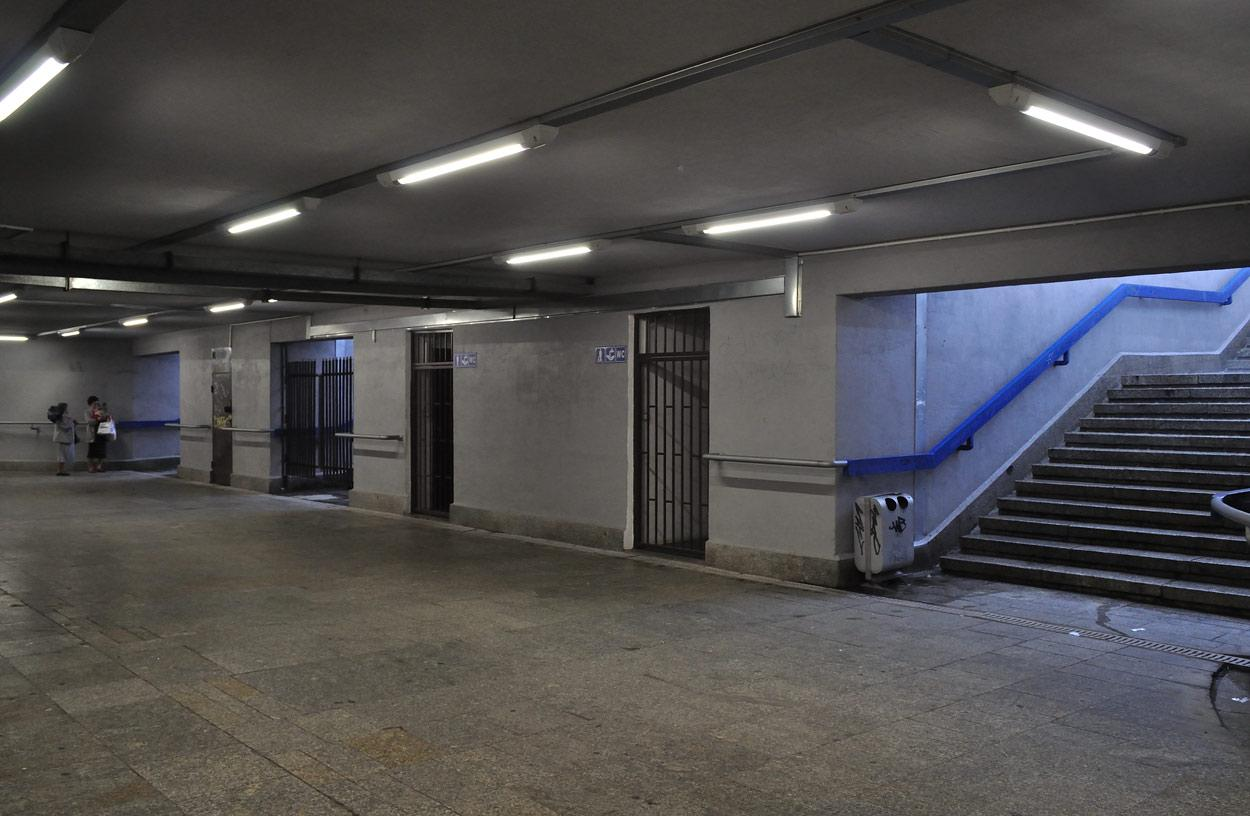
Podziemne przejście na przystanki.